# 莫尔莱站
莫尔莱站，又译"莫尔来站"，是法国的一个铁路车站，位于法国西部城市莫尔莱。

## 位置
莫尔莱站位于莫尔莱市区的西部，市区西侧的高地上，比市中心高近60米。莫尔莱站东侧为该市的标志性建筑物"莫尔莱高架桥"，该桥上方即为巴黎－布雷斯特铁路。
莫尔莱站大致呈东西走向，正门开口朝南。2013年起，莫尔莱站开始进行大规模的改造，新增加了车站北侧的社会车辆停车位及出入口和与之相连的人行天桥及无障碍设施，并于2016年8月完工。
2018年以前，莫尔莱站亦是一个铁路枢纽，前往罗斯科夫方向的铁路在此和巴黎－布雷斯特铁路接轨，但前者因客流不足和线路老化而关闭。

## 停靠线路
以下列车线路在莫尔莱站停靠：
| 莫尔莱站列车线路表 |      |                                 |                              |              |
| 线路               | 车种 | 上一站                          | 下一站                       | 大致运行频率 |
| 巴黎—布雷斯特      | TGV  | 雷恩/甘冈/普卢瓦雷-特雷戈尔     | 朗代尔诺                     | 每天7趟左右  |
| 雷恩—布雷斯特      | TER  | 圣布里厄/甘冈/普卢瓦雷-特雷戈尔 | 朗迪维西厄/朗代尔诺/布雷斯特 | 每天5趟左右  |
| 莫尔莱—布雷斯特    | TER  | （起点）                        | 普雷贝尔克里/朗迪维西厄      | 每天1~3趟    |
| 1.                 |      |                                 |                              |              |

## 配套交通

### 长途客车
| 停靠莫尔莱站的大巴车  |                                  | |
| 上下车地点            | 运营单位                         | 主要目的地 |
| 莫尔莱南侧 车站门口   | 菲尼斯泰尔省城际客运 Penn-ar-Bed | 29 托莱 · 圣波勒德莱昂 · 罗斯科夫 36 普卢贡旺 · 斯克里尼亚克 · 卡尔艾普卢盖 60 布雷尼利 · 于埃尔戈阿 · 坎佩尔 |
| 莫尔莱南侧 车站门口   | BREIZHGO                         | 23 恩维克 · 圣波勒德莱昂 · 罗斯科夫 |
| 莫尔莱南侧 车站门口   | Ouibus                           | （可直达或通过联程中转的方式，前往法国及欧洲36个目的地） |
| 莫尔莱站东侧 高架桥下 | Linéotim                         | 20 普卢埃佐克 · 普卢加努 · 圣让迪杜瓦 28 洛凯恩诺莱 · 卡朗泰克 30 加尔朗 · 朗默尔 · 基马埃克 · 洛基雷克 · 朗尼永 40 普卢伊尼欧 · 勒蓬图 · 普卢埃加特穆瓦桑 · 盖尔莱斯坎 · 博特索雷勒 70 圣马丁代尚 · 圣泰贡内克-洛克埃基内尔 |
| 1. 2. 3.              |                                  | |

此外，当铁路线施工或罢工时，SNCF可能也会提供途径该线路沿途站点的临时大巴车。

### 城市公共交通
| 莫尔莱站附近的市内公共交通线路 |                         |                                                                         |
| 公交车站名称                   | 位置                    | 停靠线路                                                                |
| 火车站南                       | 莫尔莱站南侧            | -1- 莫尔莱-凯里旺 ↔ 莫尔莱-联合                                         |
| 火车站北                       | 莫尔莱站北侧            | -3- 莫尔莱-勒洛奈 ↔ 莫尔莱-普卢让                                       |
| 火车站高架桥                   | 莫尔莱站东侧 高架桥下方 | -2- 莫尔莱-机场 ↔ 莫尔莱-游泳馆 -4- 莫尔莱-蓬朗 ↔ 莫尔莱-圣马丁商业中心 |
| 1. 2.                          |                         |                                                                         |

### 社会车辆
莫尔莱站门口及北侧（后门）设有社会车辆停车场。

## 临近车站
| 莫尔莱站（Gare de Morlaix）    |                    |                        |
| 上行车站                       | 线路               | 下行车站               |
| 普鲁伊尼厄站 9.3km ←           | 巴黎－布雷斯特铁路 | 普雷贝尔克里站 → 9.1km |
| - 本表仅显示运营中的线路及车站 |                    |                        |